# Toledo (tartomány)
Toledo egy tartomány Spanyolországban, Kasztília-La Mancha autonóm közösségben.